# Nipah Panjang II
Nipah Panjang II is een bestuurslaag in het regentschap Tanjung Jabung Timur van de provincie Jambi, Indonesië. Nipah Panjang II telt 9227 inwoners (volkstelling 2010).